# Lake Warrawarrinna
Der Lake Warrawarrinna ist ein See im Nordosten des australischen Bundesstaates South Australia. 
Der See liegt am Unterlauf des Cooper Creek am Übergang der Strzelecki-Wüste zur Tirariwüste, östlich anschließend an den Lake Killamperpunna.